# 東方無鰭蛇鰻
東方無鰭蛇鰻（学名：Apterichtus orientalis）為輻鰭魚綱鰻鱺目糯鰻亞目蛇鰻科的其中一種，分布於西北太平洋的日本西部海域，棲息深度79-81公尺，體長可達31.8公分，棲息在沙泥底質海域，屬肉食性。
其种加词“orientalis”意为“东方的”。